# Richard Bruce

Stemma di Richard Bruce; rispetto a quello del clan Bruce i colori sono invertiti (croce dorata su campo rosso anziché rossa su campo dorato) per rappresentare il suo status di figlio cadetto.

Sir Richard de Brus o Bruce (... – gennaio 1287) è stato un nobile e cavaliere medievale scozzese appartenente al potente clan Bruce.

## Biografia
Era un figlio minore di Robert Bruce, V Signore di Annandale e della sua prima moglie Isabella di Clare. Il padre gli concesse alcune delle terre di famiglia a Writtle, e assieme al fratello Robert entrò nella cerchia dei favoriti del principe Edoardo d'Inghilterra, divenendone in seguito knight banneret.
Pare che si unì alla nona crociata, andando a combattere assieme ad Edoardo subito prima che questi diventasse re. Tornato in patria, seguì re Edoardo I nelle sue campagne gallesi, per poi entrare a far parte del patto di Turnberry assieme a numerosi signori degli Scottish Borders (fra cui il padre e il fratello). Possedeva terre anche a Tottenham e Kempston.
Morì nei primi giorni del 1287, a circa quarant'anni d'età. Non avendo né moglie né figli, tutte le sue proprietà tornarono al padre.

## Ascendenza
|                                          |                                          |                                            | Genitori                                |  |  | Nonni |  |  | Bisnonni                                |  |  | Trisnonni                             |  |
|                                          |                                          |                                            |                                         |  |  |       |  |  | William Bruce, III Signore di Annandale |  |  | Robert Bruce, II Signore di Annandale |  |
|                                          |                                          |                                            |                                         |  |  |       |  |  | William Bruce, III Signore di Annandale |  |  | Robert Bruce, II Signore di Annandale |  |
|                                          |                                          | Eufemia                                    |                                         |  |  |       |  |  | William Bruce, III Signore di Annandale |  |  |                                       |  |
| Robert Bruce, IV Signore di Annandale    |                                          |                                            |                                         |  |  |       |  |  | William Bruce, III Signore di Annandale |  |  |                                       |  |
|                                          |                                          | Christina                                  | …                                       |  |  |       |  |  |                                         |  |  |                                       |  |
|                                          |                                          | Christina                                  | …                                       |  |  |       |  |  |                                         |  |  |                                       |  |
|                                          |                                          | Christina                                  | …                                       |  |  |       |  |  |                                         |  |  |                                       |  |
| Robert Bruce, V Signore di Annandale     |                                          | Christina                                  |                                         |  |  |       |  |  |                                         |  |  |                                       |  |
|                                          |                                          | Davide di Huntingdon                       | Enrico di Scozia                        |  |  |       |  |  |                                         |  |  |                                       |  |
|                                          |                                          | Davide di Huntingdon                       | Enrico di Scozia                        |  |  |       |  |  |                                         |  |  |                                       |  |
|                                          |                                          | Davide di Huntingdon                       | Ada de Warenne                          |  |  |       |  |  |                                         |  |  |                                       |  |
| Isobel di Huntingdon                     |                                          | Davide di Huntingdon                       |                                         |  |  |       |  |  |                                         |  |  |                                       |  |
|                                          |                                          | Matilda di Chester                         | Ugo di Kevelioc                         |  |  |       |  |  |                                         |  |  |                                       |  |
|                                          |                                          | Matilda di Chester                         | Ugo di Kevelioc                         |  |  |       |  |  |                                         |  |  |                                       |  |
|                                          |                                          | Matilda di Chester                         | Bertrada di Montfort                    |  |  |       |  |  |                                         |  |  |                                       |  |
| Richard Bruce                            |                                          | Matilda di Chester                         |                                         |  |  |       |  |  |                                         |  |  |                                       |  |
|                                          | Riccardo di Clare, III conte di Hertford | Ruggero di Clare, II conte di Hertford     |                                         |  |  |       |  |  |                                         |  |  |                                       |  |
|                                          | Riccardo di Clare, III conte di Hertford | Ruggero di Clare, II conte di Hertford     |                                         |  |  |       |  |  |                                         |  |  |                                       |  |
|                                          | Riccardo di Clare, III conte di Hertford | Matilda de Saint-Hilaire                   |                                         |  |  |       |  |  |                                         |  |  |                                       |  |
| Gilberto di Clare, V conte di Gloucester | Riccardo di Clare, III conte di Hertford |                                            |                                         |  |  |       |  |  |                                         |  |  |                                       |  |
|                                          |                                          | Amice di Gloucester                        | Guglielmo di Gloucester                 |  |  |       |  |  |                                         |  |  |                                       |  |
|                                          |                                          | Amice di Gloucester                        | Guglielmo di Gloucester                 |  |  |       |  |  |                                         |  |  |                                       |  |
|                                          |                                          | Amice di Gloucester                        | Havise de Beaumont                      |  |  |       |  |  |                                         |  |  |                                       |  |
| Isabella di Clare                        |                                          | Amice di Gloucester                        |                                         |  |  |       |  |  |                                         |  |  |                                       |  |
|                                          |                                          | Guglielmo il Maresciallo                   | Giovanni il Maresciallo (1105-1165)     |  |  |       |  |  |                                         |  |  |                                       |  |
|                                          |                                          | Guglielmo il Maresciallo                   | Giovanni il Maresciallo (1105-1165)     |  |  |       |  |  |                                         |  |  |                                       |  |
|                                          |                                          | Guglielmo il Maresciallo                   | Sibilla di Salisbury                    |  |  |       |  |  |                                         |  |  |                                       |  |
| Isabella di Pembroke                     |                                          | Guglielmo il Maresciallo                   |                                         |  |  |       |  |  |                                         |  |  |                                       |  |
|                                          |                                          | Isabella di Clare, IV contessa di Pembroke | Riccardo di Clare, II conte di Pembroke |  |  |       |  |  |                                         |  |  |                                       |  |
|                                          |                                          | Isabella di Clare, IV contessa di Pembroke | Riccardo di Clare, II conte di Pembroke |  |  |       |  |  |                                         |  |  |                                       |  |
|                                          |                                          | Isabella di Clare, IV contessa di Pembroke | Eva MacMurrough                         |  |  |       |  |  |                                         |  |  |                                       |  |
|                                          |                                          | Isabella di Clare, IV contessa di Pembroke |                                         |  |  |       |  |  |                                         |  |  |                                       |  |